# Adam Bouzid
Adam Bouzid (Nancy, 1987. november 30. –) francia-algériai labdarúgó, a német SVN Zweibrücken középpályása.